# Einville-au-Jard
Einville-au-Jard é uma comuna francesa na região administrativa do Grande Leste, no departamento de Meurthe-et-Moselle. Estende-se por uma área de 16.98 km², e possui 1.149 habitantes, segundo o censo de 2018, com uma densidade de 68 hab/km².